# (19349) Denjoy
(19349) Denjoy (1997 CF22) – planetoida z grupy pasa głównego asteroid okrążająca Słońce w ciągu 4,66 lat w średniej odległości 2,79 j.a. Odkryta 13 lutego 1997 roku.